# Ready for the Victory
 «Ready For the Victory» — первый сингл немецкой группы Modern Talking с альбома Victory, выпущенный 18 февраля 2002 года.

## Список треков
CD-Maxi Hansa 74321 92038 2 (BMG) / EAN 0743219203823 18.02.2002
1. «Ready For The Victory» (Radio Version) — 3:31
2. «Ready For The Victory» (Alternative Radio Version) — 3:16
3. «Ready For The Victory» (Club Version) — 5:12
4. «Ready For The Victory» (Extended Version) — 5:27
5. «Ready For The Victory» (Alternative Radio Version Extended) — 5:15
6. «Ready For The Victory» (Instrumental) — 3:31
7. «Ready For The Victory» (Video)

CD-Maxi Russian Version 2002
1. «Ready For The Victory» (Radio Version) — 3:31
2. «Ready For The Victory» (Alternative Radio Version) — 3:16
3. «Ready For The Victory» (Extended Version) — 5:27
4. «Rouge Et Noir» (Album Version) — 3:14
5. «Space Mix» (Album Version) — 17:14

## История сингла
Песенное творчество группы Modern Talking условно можно разделить на две тематические части — любовь и победа. Первый раз тема победы в соревновании появилась уже в 1985 году, на втором сингле группы, «You Can Win If You Want», затем в 2001 году вышел сингл группы Win the Race, также посвящённый теме победы. В 2002 году группа решила не отходить от появившейся традиции и снова выпустила сингл на данную тему.
Песня «Ready For the Victory» была второй год подряд выбрана официальным гимном гонок Формулы-1 в 2002 году и стала громким хитом группы.
С этим синглом группа выступала на множестве телепередач, таких как «The Dome», «Top Of The Pops», и многих других, была очень популярна как в Германии, так в других странах.
В клипе на песню присутствует мотивационный посыл: происходит поединок, в котором один боец, уже находясь на грани поражения, все же одерживает победу. Томас Андерс и Дитер Болен так же присутствуют в клипе — они поют на фоне американских каньонов и ездят на машинах, а само действие клипа, судя по всему, так же происходит в Америке.

## Чарты
| Чарты (2002)                    | Позиция в чарте |
| ------------------------------- | --------------- |
| Австрия (Ö3 Austria Top 40)     | 20              |
| Германия (GfK)                  | 7               |
| Romania (Romanian Top 100)      | 27              |
| Испания (PROMUSICAE)            | 11              |
| Швейцария (Schweizer Hitparade) | 62              |

| Чарты (2002)                     | Позиция в чарте |
| -------------------------------- | --------------- |
| Germany (Official German Charts) | 91              |